# Mnajdra
Mnajdra (kiejtve imnajdra) egy Málta szigetének nyugati partján, Qrendi külterületén, a Ħaġar Qim templom közelében álló, három templomromból álló megalitikus komplexum. A templomok két szinten helyezkednek el egy félkör alakú udvar körül és három különböző időszakban épültek. A legrégebbi templom a Ġgantija-szakaszban (i. e. 3600-3200), a másik két templom a Tarxien-szakasz (i. e. 3150-2500) elején, illetve közepén épült.

## Ismertetés

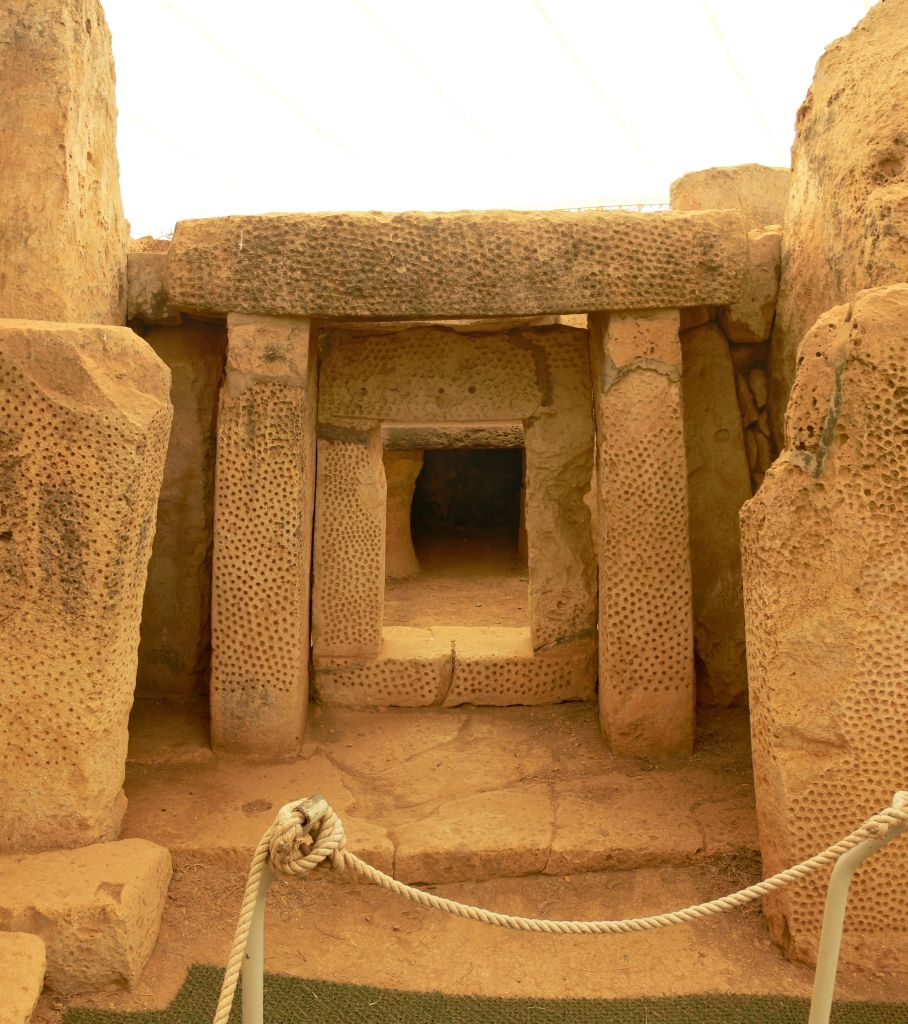
Kőbe vésett átjáró a középső templomban

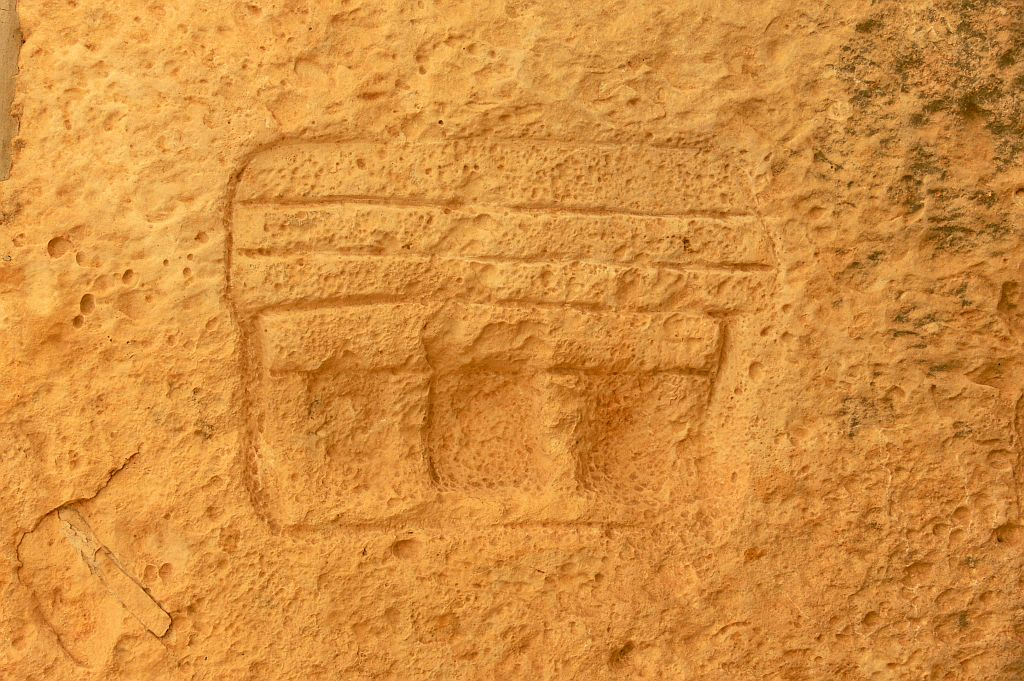
A középső templom falába vésett rajz az egyetlen fennmaradt grafikus templomábrázolás

A három templom egy közös, 30 méter hosszú ovális udvarról nyílik. Az első, háromívű alaprajzzal rendelkező templom a legkisebb, alaprajza alapján a Ġgantija-szakaszban épülhetett. Mai falai rekonstrukciók, csak a torba padló maradt fenn. A másik két templom alaprajzára a későbbi, két ívpáras elrendezés jellemző. A harmadik templom homorú homlokzata nagyrészt érintetlenül megmaradt. A hátsó jobb oldali helyiség – valószínűleg egy „orákulumszoba” - falában nyílások találhatók, a papok jövendőmondás közben feltehetően a mögötte lévő, a templomon kívülről megközelíthető titkos szobákban rejtőzködtek. A másik oldalon a fal teteje befelé szűkül, főként ezen alapul a templomok gerendákkal vagy kőtömbökkel való fedésének elmélete. A templomok belső díszítését főleg az apró fúrt lyukak jelentik a köveken. A középső templomot később, egy teraszon építették a kettő közé. Mai állapota döntően rekonstrukció. Jelentős emléke az egyik függőleges sziklába karcolt kis templomábrázolás, ez a mindössze három fennmaradt templomábrázolás (a másik kettő két apró makett) egyike.
A templomok elrendezésére jellemző, hogy a téli napfordulón a felkelő nap pontosan a bejárat vonalában süt be az épületbe. A épülettől keletre néhány kisebb helyiség romja is megtalálható, ezek funkciója ismeretlen.

### Modern kori története
Ħaġar Qimhez hasonlóan a britek az 1830-as években "kitakarították" a romot, ám szerencsére innen néhány emlék mégis megmaradt, bár eredeti helyükről nem készült feljegyzés.

## Megközelítés és látogatás
Autóval Valletta felől Żurrieq-n, észak és nyugat felől Siġġiewi-n keresztül közelíthető meg. A parti útnál tábla jelzi a romok helyét, de a sátortető is messziről látszik. Autóbusz-összeköttetése van a repülőtér és Rabat felől (201). A két templom közösen látogatható.

## Lásd még
- Málta megalitikus templomai
- Qrendi